# Acción del 20 de noviembre de 1779
La Acción del 20 de noviembre de 1779 fue un compromiso naval del teatro europeo de la Guerra Revolucionaria Americana que tuvo lugar en el Atlántico. Se libró entre un buque Royal Navy de 50 cañones contra un buque mercante de registro español armado que llevaba 26 cañones.
El 19 de noviembre de 1779, el HMS Hussar de 28 cañones, al mando del capitán Elliot Salter, estaba en compañía del HMS Chatham de 50 cañones. Estaban transportando el comercio desde Lisboa de regreso a Inglaterra cuando vieron un barco de dos cubiertas que salía del convoy, y de inmediato lo persiguieron. Húsar subió con el barco al día siguiente y, al ver izar la bandera española, Salter dio la orden de atacar. Húsar se acercó al barco español y abrió fuego y, con el meteorómetro, pudo rastrillar el barco. Después de una serie de andanadas y al darse cuenta de que la resistencia era inútil, el español atacó después de casi 45 minutos de acción.
El barco español era el Nuestra Señora del Buen Consejo, un barco de registro peruano procedente de Lima perforado por 64 cañones, pero que montaba sólo 26 cañones de doce libras con una tripulación de 120 marineros e infantes de marina. Consejo tuvo 27 hombres muertos y ocho heridos y el resto capturado; mientras que el Húsar tuvo cuatro muertos y diez heridos.
El Buen Consejo transportaba un valioso cargamento que consistía en cobre, peltre, cacao, corteza de jesuita, minerales y bienes privados, todos los cuales fueron llevados por los británicos a Inglaterra.